# Gittinsite
La gittinsite est une espèce minérale du groupe des silicates sous-groupe des sorosilicates. Sa formule chimique est CaZrSi2O7. Les fibres ne dépassent pas 0,3 mm.

## Inventeur et étymologie
Décrite par les minéralogistes canadiens Ansell et al. en 1980, elle est dédiée au professeur John Gittins, pétrographe canadien.

## Topotype
- Complexe rivière Kipawa, Villedieu twp, Témiscamingue, Québec, Canada
- Les échantillons types sont déposés :

Canadian Geological Survey, Ottawa, No 19558 Canada
Université de Toronto, Toronto, Canada
Musée royal de l'Ontario, Toronto, Canada, N° M37321
Université Harvard, Cambridge, Massachusetts, No 117030 et 117031
National Museum of Natural History, Washington, No 147002 États-Unis

## Cristallographie
- Paramètres de la maille conventionnelle : {\displaystyle a} = 6,87 Å, {\displaystyle b} = 8,76 Å, {\displaystyle c} = 4,69 Å ; Z = 2 ; V = 274,36 Å3
- Densité calculée = 3,62 g cm−3

## Cristallochimie
Elle fait partie d'un groupe de minéraux isostructuraux le groupe de la thortveitite.

### Groupe de lathortveitite
- Gittinsite CaZrSi2O7
- Keiviite-(Y) (it) (Y,Yb)2Si2O7
- Keiviite-(Yb) (it) (Yb,Y)2Si2O7
- Thortveitite (Sc,Y)2Si2O7

## Gîtologie
- Dans des lentilles de pegmatites riches en eudialyte, en raison du métamorphisme des syénites  (Kipawa River, Canada).
- Comme produit d'altération de l'eudialyte en syénite dans les granites alcalins (Pajarito Mountain, Nouveau-Mexique, États-Unis).

### Minéraux associés
- apophyllite, vlasovite (en), eudialyte, fluorine, graphite, calcite, apatite, opale (Kipawa River, Canada)
- eudialyte, chlorites, zircon (Pajarito Mountain, Nouveau Mexique, États-Unis).